# Grand Mal
Grand Mal är den svenska författaren Linda Boström Knausgårds första novellsamling samt hennes första prosaiska verk, och hennes andra verk efter debuten 13 år tidigare med diktsamlingen Gör mig behaglig för såret.
Om den första novellen konstaterade Aase Berg på Expressen att "det är den bästa och mest gastkramande inledning jag har läst på åratal". Vidare menar hon att samlingens kvalitet är ganska ojämn och att en del noveller är både klichémässiga och abstrakta, men att "när författaren når höjderna av sin förmåga, särskilt i de mer prosalyriska texterna, skriver hon visserligen så poetiskt intelligent att alla mina cirklar rubbas."